# Некропола са стећцима Доња Љубогошта
Некропола Доња Љубогошта са 6 стећака, налази се у насељу Доња Љубогошта у Општини Пале Република Српска Босна и Херцеговина, на имању породице Станичић.

## Положај
Локалитет некрополе се на парцелама у приватном власништву, делом у дворишту породичне куће Станичић а делом изван дворишта,   у насељу Доња Љубогошта у Општини Пале, Стећци изван дворишта су зарасли у високу траву и крошње леске. Некропола се налази у близини сеоског асфалтираног пута.

## Предуслови
Појавом првих рудника и градова у средњовјековној Босни остварили су се сви предуслови за појаву стећака на овим просторима. Стећци, као нови начин обележавања гробова, у Европи почиње нешто раније (12. и 13. век). Име стећак долази од његове главне намене да стоји изнад гроба као споменик, партицип глагола стајати — стојећи или, како се раније говорило стећи. Према сведочанствима натписа називи који се паралелно користе за стећке су: билиг, кäм, зламен, кућа,старе гробнице, каурско гробље, дивовско камење.
Средњовјековни камени надгробни споменици карактеристични су за подручје старе Босанске државе. Стећци се јављају као део непрекинутог сепулкралног континуитета на босанском подручју чији корени сежу дубоко у праисторијско време.
Стећци су раширени по читавој Босни и Херцеговини (осим Посавине и западног дела Босанске крајине), док их је највише 1/3 на простору општине Пале.

## Значај
На просторима на којима настају и развијају се некрополе са стећцима одраз су прожимања различитих културних утицаја које у времену 13. до 16. века налазимо на просторима Ррпублике Српске већином припадају латинском Западу али и византијском Истоку.
Већину њихових рељефа (који су упечатљиви аспект њихове појавности), ма колико били одмакнути од службених канона, ипак можемо читати посредством различитих саставница опште европске средњовековне културе (племићке, црквене и народне) односно романичке и посебно готичке уметности.
С друге стране, ова специфична култура дубоко је повезана са знатно ранијим, праисторијским, античким и раносредњовековним традицијама. Праисторијске и античке традиције се највише сагледавају у одабиру места где су постављени као и у појави одређених врста симболичких рељефа. Чињеница је да стећци већим делом означавају гробља на редове које у европској археологији пратимо од раног средњег века и периоде сеобе народа.

## Опис културног добра
На основу броја стећака ова некропола се сврстава у мање некрополе (са 3-20 стећака).
Стећци на овој некрополи, орјентисани  у правцу исток-запад,  густо су постављени један уз други и различитих су облика (врста):
- три стећка су облика правоугаоне плоче различитих димензија.
- три стећка су облика сандука (квадар), значајнијих димензија.

На три стећка у дворишту породичне куће нема натписа, док су остали зарасли у траву тако да је тешко уочити да ли имају натписе,  постоља и сл. Локално становништво тврди да на њима постоје натписи.

## Стање заштите
Несумњиво је да монотеистичке религије заговарају поштивање другог и другачијег, и указују на чињеницу да се верници требају према старим гробним местима и надгробним споменицима односити са знаком поштовања и одавања почасти, због нераскидиве везе између живих и мртвих. Међутим, у савременом добу, у недостатку довољног броја гробних места за новије укопе, појављује се тенденција ширења активних гробаља (католичких, православних и муслиманских), тако да се све мање пажње поклања очувању стећака, што је још један од проблема у настојању стручних особа да се ти споменици адекватно сачувају и заштите.
То је случај и са стањем заштите стећака на некрополи са стећцима Доња Љубогошта, имајући у виду да се некропола налази на парцелама у приватном власништву, делом у дворишту породичне куће а делом изван дворишта. Стећци изван дворишта су зарасли у високу траву и крошње леске. Некропола се налази и у близини сеоског асфалтираног пута.